# Bismarckhering
Als Bismarckhering werden Heringslappen bezeichnet, die in eine saure Marinade aus Essig, Speiseöl, Zwiebeln, Senfkörnern und Lorbeerblättern eingelegt sind. Diese Heringslappen werden auch für Rollmöpse verwendet. Der Bismarckhering wird traditionell mit Bratkartoffeln sowie als Brot- oder Brötchenbelag (Bismarckbrötchen) gegessen. Der Name wurde von Otto von Bismarck abgeleitet. In der DDR wurde das Produkt Delikateßhering genannt. 

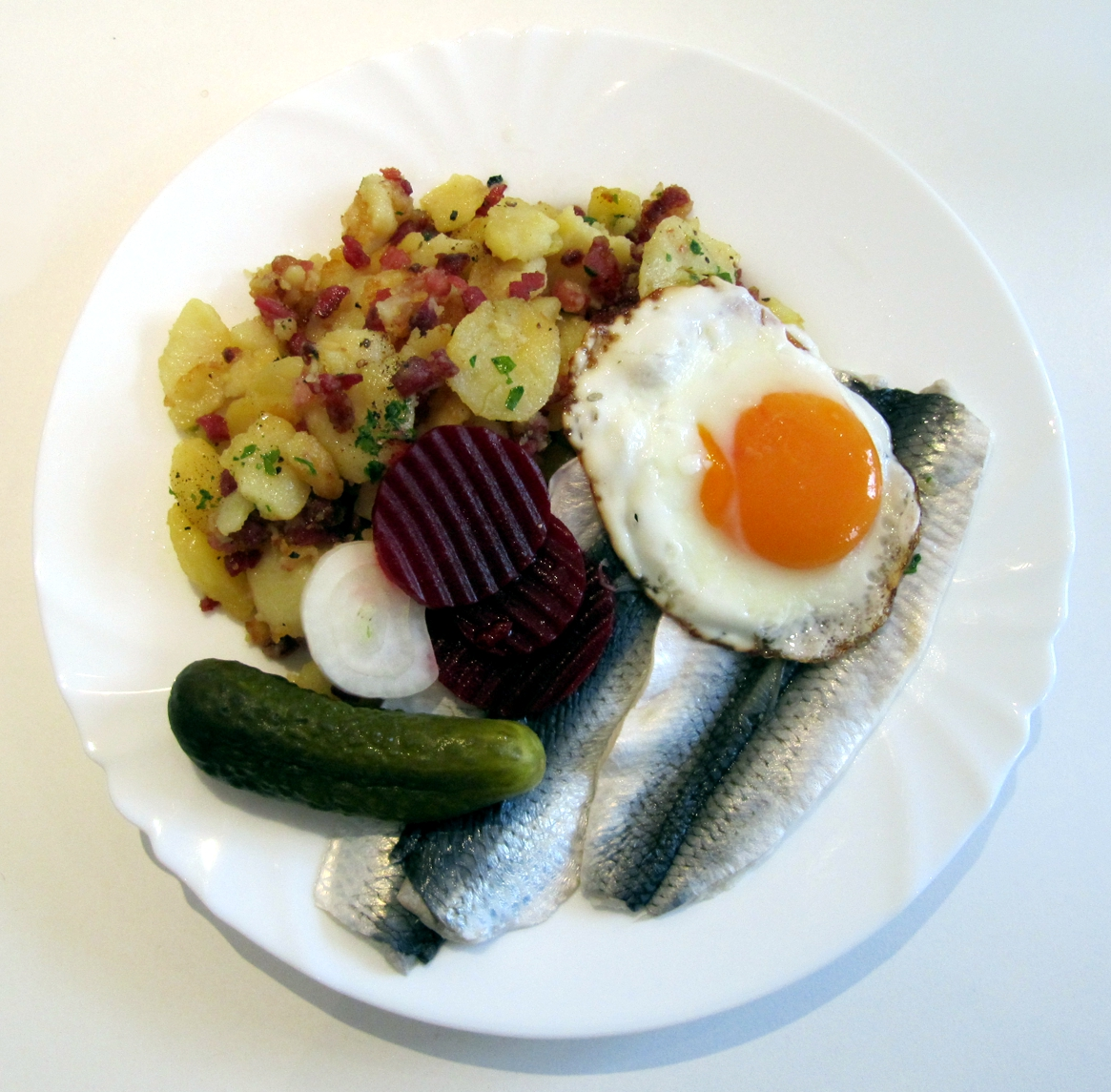
Bismarckhering mit Bratkartoffeln und Spiegelei

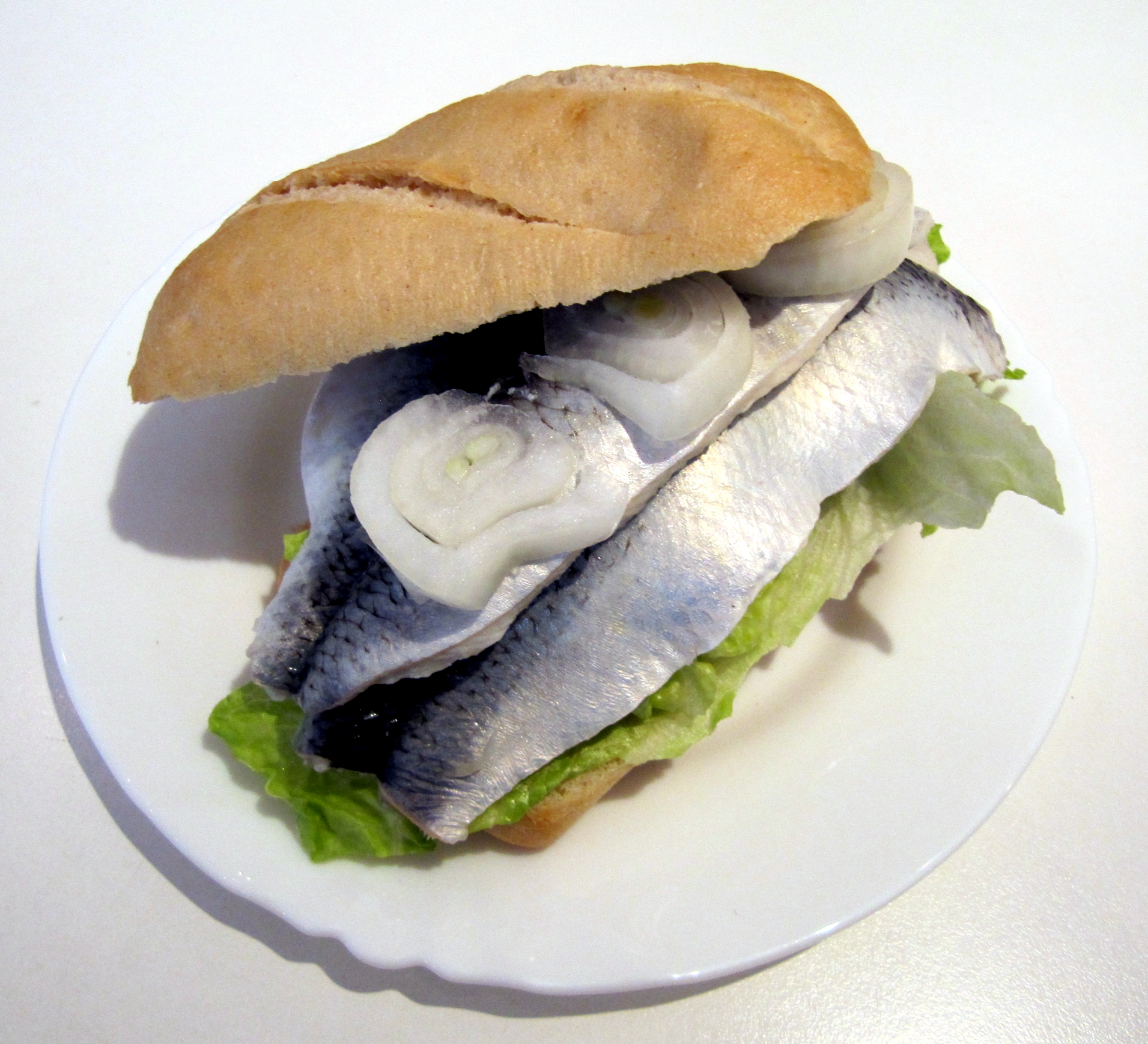
Bismarckhering im Brötchen

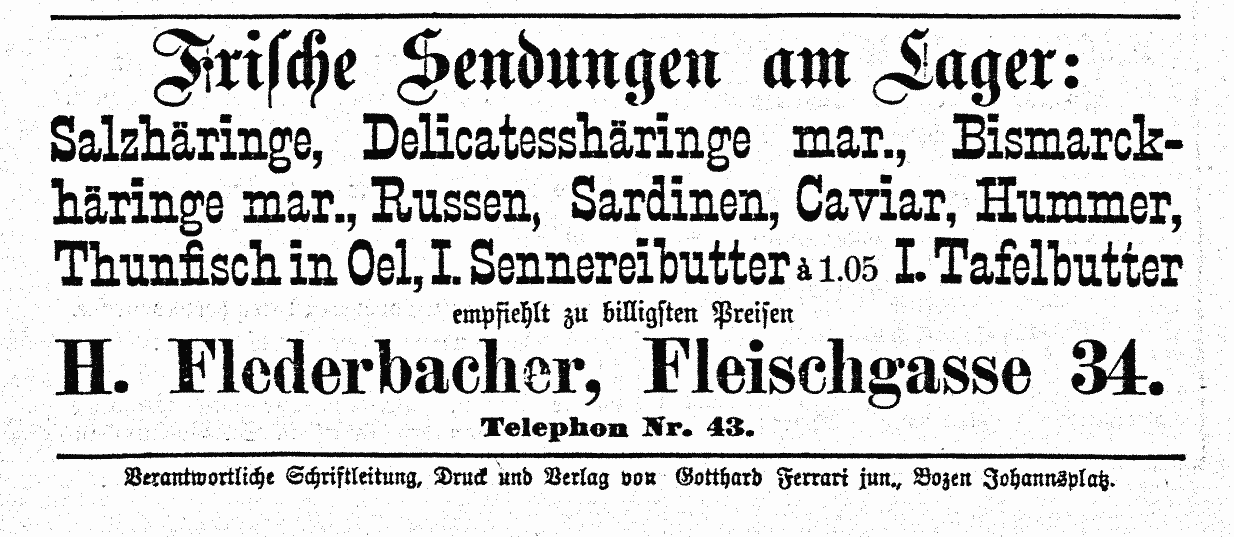
Werbeschaltung in den Bozner Nachrichten von 1895 mit Bismarckhäringen

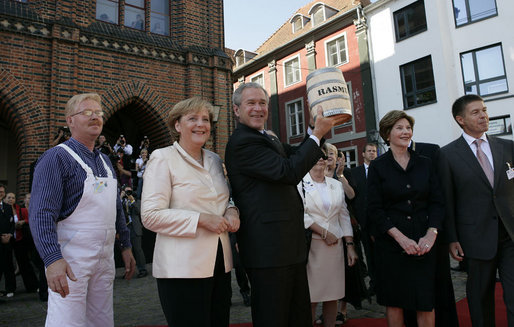
George W. Bush erhielt ein Fass mit Bismarckheringen bei seinem Besuch in Stralsund im Juli 2006.

## Herstellung
Als Sauerlappen bezeichnet man frisch eingesäuerte Heringslappen, also ausgenommenen und entgräteten Hering, in einem Reifebad gewürzt bzw. ungewürzt unter Verwendung von 14 % Salz und 7 % Essigsäure (klassische deutsche Rezeptur). Das Resultat ist ein Rohstoff für die Feinkostindustrie zur Herstellung verschiedener Heringsprodukte. Die Sauerlappen sind erst nach einiger Zeit in einem sogenannten Veredelungsbad zum Verzehr geeignet. In Skandinavien wird der Sauerlappen traditionsgemäß unter Verwendung eines leicht vorgesalzenen Heringslappens in einem Essigbad hergestellt. Dieses führt zu einem festeren Endprodukt und einem frischeren Aussehen, zum Beispiel von Heringshappen in Gläsern.
Die Herstellungsweise war im 19. Jahrhundert eine neue Möglichkeit, Fisch lange haltbar und trotzdem wohlschmeckend zu konservieren. Wesentlich war in diesem Zusammenhang auch das zu dieser Zeit entstehende Eisenbahnnetz, das es ermöglichte, von Nord- und Ostseeküste in Holzfässern der Haltbarkeit wegen sauer eingelegte Fische ins Binnenland zu transportieren. Ein weiterer Vorteil der Essigkonservierung ist, dass sich kleine Gräten auflösen, was den Verzehr vereinfacht.

## Ursprung des Namens
Der Name Bismarckhering bezieht sich auf den deutschen Reichskanzler Otto von Bismarck (1815–1898). Er schätzte die so zubereiteten Heringe sehr und soll gesagt haben: „Wenn Heringe genau so teuer wären wie Kaviar, würden ihn [sic!] die Leute weitaus mehr schätzen.“ Ähnlich äußerte sich Roger Rössing, der Bismarck mit den Worten zitiert: „Wenn der Hering so teuer wie der Hummer wäre, gälte er mit Sicherheit in den höchsten Kreisen als Delikatesse“ Ernst Schweninger, Dermatologieprofessor und Leibarzt Bismarcks, verordnete dem – aufgrund einer ungesunden Ernährungsweise – chronisch kränklichen Reichskanzler in den 1880er Jahren eine Heildiät aus den berühmten Bismarckheringen, die ihn vollständig genesen ließ. Dieser urteilte: Schweninger sei der erste Arzt, der ihn behandelt habe, die anderen habe er stets behandelt.
Wie die Benennung genau zustande kam, dazu gibt es verschiedene Geschichten, die – marketingbegründet – immer wieder kontrovers diskutiert werden. Insbesondere zwei konkrete Ereignisse werden in diesem Zusammenhang immer wieder genannt:
- Während des Deutsch-Dänischen Krieges 1864 machte Bismarck einen Frontbesuch. Es soll ein Wirt aus Flensburg gewesen sein, der Bismarck seinen Hering servierte. Nachdem sich dieser sehr zufrieden mit der Heringszubereitung geäußert hatte, führte der Wirt den Fisch fortan als Bismarckhering auf seiner Speisekarte.[5]
- Einer weiteren Geschichte zufolge soll der Stralsunder Fischhändler Johann Wiechmann 1871 dem Reichskanzler ein Fässchen mit Hering zugesandt haben, worauf Bismarck ihm schriftlich das Privileg erteilt habe, die sauer eingelegten Heringsfilets künftig als Bismarckhering zu vermarkten.[6] Das besagte Beweisschreiben Bismarcks ist jedoch, so heißt es, durch den Bombenangriff auf Stralsund am 6. Oktober 1944 vernichtet worden.[7] Im Jahr 2008 bestätigten Angehörige der Familie von Bismarck, dass diese nach dem Rezept von Johann Wiechmann eingelegten Heringsfilets auch weiterhin Bismarckhering genannt werden dürfen.[8]

Die Kulturhistorikerin und Journalistin Petra Foede meint in Wie Bismarck auf den Hering kam – Kulinarische Legenden, dass wahrscheinlich keine dieser Anekdoten stimmt; vielmehr wäre es zur fraglichen Zeit üblich gewesen, alles Mögliche nach dem Reichskanzler zu benennen (Bismarcktürme, Bismarckdenkmale, Schiffe usw.), so auch verschiedene Gerichte. Nach Foede habe nur das Heringsgericht die Zeit überdauert und wird noch heute so genannt.

## Sonstiges
Da in der DDR Bezüge auf den Reichskanzler politisch nicht gewollt waren, wurde in der DDR-Küche die Bezeichnung Delikateßhering verwendet.
Der Bismarckhering ist nur eines (wenngleich das in Deutschland bekannteste) von vielen Beispielen, bei denen der Name Bismarck im kulinarischen Bereich heute noch international Verwendung findet. Unmittelbar vom Bismarckhering abgeleitet ist der Bismarck-Salat. Es gibt indes beispielsweise auch Spargel, Seezunge und Ragout à la Bismarck sowie als Süßspeisen die Bismarcktorte und die Bismarck-Eiche (eine Biskuitrolle). Auch mindestens zwei italienische Gerichte sind nach dem Reichskanzler benannt, nämlich die Pizza alla Bismarck und das Bistecca alla Bismarck. Eine Variante des aus Großbritannien stammenden Cocktails Black Velvet trägt ebenfalls den Namen Bismarck.
In der Stadt Stralsund, in der ein Fischhändler 1871 den Bismarckhering „erfunden“ haben will, wurden ab den 2000er-Jahren zahlreiche Politiker bei ihrem Besuch mit je einem Fass mit Bismarckhering beschenkt, so Gerhard Schröder, Mette-Marit Kronprinzessin von Norwegen, George W. Bush (2006) und François Hollande (2014); auch beim G8-Gipfel in Heiligendamm 2007 gab es Stralsunder Bismarckhering als Gastgeschenk. Angela Merkel erhielt ein Fass bei ihrer Verabschiedung als Wahlkreisabgeordnete 2021. Stralsunder Bismarckhering wurde auch in der Business-Class-Küche der Lufthansa angeboten.